# ポーリッシュ兄弟
ポーリッシュ兄弟は、マーク・ポーリッシュとマイケル・ポーリッシュ（1970年10月30日 - ）で成る、アメリカの映画製作者。

## 経歴
ポーリッシュ兄弟はエル・セントロで生まれた。彼らの父親はモンタナ出身で、オーストリアの家系である。
彼らの父方の祖父はモンタナのダムで働いていた。
母の家族はメキシコ人である。
兄弟はカトリック教徒である。
ポーリッシュ兄弟の映画の経歴は、1999年のサンダンス映画祭で、初めての作品である『ツイン・フォールズ・アイダホ』でデビューしたことに始まる。
一卵性双生児の兄弟は脚本、監督、結合双生児役の出演も行った。ソニー・ピクチャーズ クラシックスが映画の配給権利を購入し、ニューヨーク・タイムズ紙のジャネット・マスリンは、「style, gravity and originality to spare.」と語った。
マイケル・ポーリッシュは、書物『The Film That Changed My Life』でのRobert K. Elderとの対談で、彼のインスピレーションの多くは幼いころに『ワンス・アポン・ア・タイム・イン・アメリカ』を見たことから来ていると発言している。
…内面的にそれは私に、人として、一人の人間として語りかけてくる。私はこの映画を一人で見ることが出来て、そしてファンになった。映画作家だからどうじゃなくて、その映画は成長という、人生そのものを映す多くの記号やシチュエーションを持ち合わせている、だからファンになれる。郊外での成長だとしても、これらの子どもたちが持つ友情と同じものをみんな持っているんだ。
2000年、ポーリッシュ兄弟は前作に続く作品『Jackpot』を発表した。アメリカのダイブバーのツアーで、騙されるカラオケシンガー（ジョン・グリース）の話。2001年のインディペンデント・スピリットジョン・カサヴェテス賞、2001年のシアトル国際映画祭の新アメリカ映画賞を受賞した。映画はソニー・ピクチャーズ クラシックスにより配給された。
2002年、兄弟は大衆向け映画の製作機会を与えられる。かわりに、彼らはインディペンデント映画『ノースフォーク 天使がくれた奇跡』を製作した。映画撮影前の資金不足の日々に、彼らは借金取りに彼らの家を譲渡し、映画は彼らのクレジットカードで制作された。ジェームズ・ウッズとニック・ノルティが出演した『ノースフォーク』は、サンダンス映画祭でearly selectionとして選ばれ、映画が2003年に公開されると、ロジャー・イーバートは「傑作」と評した。
2005年、ポーリッシュ兄弟は、製作仲間Jonathan Sheldonとともに、『The Declaration of Independent Filmmaking』を書いて出版した。初めてDIYをする映画製作者に対して、映画製作の過程を網羅し、ポーリッシュ兄弟の映画製作の旅での目撃談が載っている。Library Journalは、ポーリッシュ兄弟は「多くの専門の作家よりも、より鮮明に詳細を照らす手段で書く」と評している。
2006年、兄弟は4番目の映画『庭から昇ったロケット雲』のためにワーナー・インディペンデント・ピクチャーズとタッグを組んだ。『アストロノーツ・ファーマー』はアメリカ航空宇宙局の宇宙飛行士の前衛である、執拗に自分の納屋でロケットを作ろうとしているCharles Farmer（ビリー・ボブ・ソーントン）の話。ワーナー・ブラザースは、2007年に北アメリカに広く公開した。
兄弟は新しい製作会社Prohibition PicturesをKen Johnson、Janet DuBois、Jonathan Sheldonと共に立ち上げ、次々に2作品を製作した。ポーリッシュ兄弟の5番目の映画『Manure』（ビリー・ボブ・ソーントンとティア・レオーニ）は、2008年5月27日に撮影が開始され（『The Smell of Success』として2009年にサンダンス映画祭で公開）、6番目の映画『Stay Cool』（ウィノナ・ライダー、マーク・ポーリッシュ、チェビー・チェイス、ショーン・アスティン、ヒラリー・ダフ、ジョン・クライヤー、ジョシュ・ホロウェイ）は2008年に製作が開始された（2009年のトライベッカ映画祭で公開）。
2010年5月、ポーリッシュ兄弟は『For Lovers Only』の製作を開始した。ヌーヴェルヴァーグやクロード・ルルーシュの1966年の『男と女』に影響を受けたと言われ、過去の恋人（マーク・ポーリッシュ）に偶然会う、パリで仕事をしているジャーナリストのスタナ・カティック（『キャッスル 〜ミステリー作家は事件がお好き』）のロマンス。
2013年、マイケルはアメリカのアドベンチャードラマ『Big Sur』を監督した。これはジャック・ケルアックの1962年の同名の小説が原案。ストーリーはケルアックがBig Surで暮らした時間と、Bixby Canyonにある友人Lawrence Ferlinghettiの小屋への三度の滞在を基にしている。映画は2013年1月23日に、2013年サンダンス映画祭で公開され、広く好意的なレビューを受けた。
2011年7月、マイケルはアメリカの女優ケイト・ボスワースと交際を始め、2013年8月31日、フィリップスブルフで結婚した。

## 映画
- ヘルレイザー4（1996年） - Twin Cenobite No. 1 (マイケル) – Twin Cenobite No. 2 (マーク)（出演のみ）
- ツイン・フォールズ・アイダホ（1999年）（マイケル - 監督、共同脚本、俳優。マーク - 共同脚本、俳優）
- Jackpot（2001年）（マイケル - 監督、共同脚本。マーク - 共同脚本）
- ノースフォーク 天使がくれた奇跡（2003年）（マイケル - 監督、共同脚本。マーク - 共同脚本、俳優）
- 庭から昇ったロケット雲（2006年）- The Astronaut Farmer（マイケル - 監督、共同脚本。マーク - 共同脚本、俳優）
- The Smell of Success（2009年）（マイケル - 監督、共同脚本。マーク - 共同脚本、俳優）
- 草食男子の落とし方 - Stay Cool（2009年）（マイケル - 共同脚本。マーク - 共同脚本）
- For Lovers Only（2010年、オンライン; 2011年、映画祭）（マイケル - 共同制作、監督。マーク - 共同制作、脚本、俳優）
- Big Sur（2012年）（マイケル - 共同制作、監督、脚本）
- きみが還る場所 90 Minutes in Heaven (2015年、マイケル - 監督・脚本・製作)
- サタニックパニック Satanic Panic (2019年、マイケル - 俳優)
- リーサル・ストーム Force of Nature (2020年、マイケル - 監督)

## 関連書物
- The Declaration of Independent Filmmaking: An Insider's Guide to Making Movies Outside of Hollywood、Jonathan Sheldonとの共著。Mariner Books 2005、 ISBN 978-0156029520

## 出展
1. ↑  Simon Hattenstone. “Mark and Michael Polish | Film”.   The Guardian. 2012年7月2日閲覧。
2. ↑  “San Antonio Express-News, Archives | mySA.com”.   Nl.newsbank.com (2003年8月6日). 2012年7月2日閲覧。
3. ↑  Published: July 25, 1999 (1999年7月25日). “FILM; From Identical Twins, a Story of Two Conjoined – Page 3 – New York Times”.   Nytimes.com. 2012年7月2日閲覧。
4. ↑  “CANOE – JAM! – Dams and angels”.   Jam.canoe.ca (2003年7月11日). 2012年7月2日閲覧。
5. ↑  “New York Times”.   Movies.nytimes.com. 2012年7月2日閲覧。
6. ↑  “New York Times”.   Movies.nytimes.com. 2012年7月2日閲覧。
7. ↑  Maslin, Janet (1999年4月9日). “New York Times”.   Movies.nytimes.com. 2012年7月2日閲覧。
8. ↑  “Books.google.com”.   Books.google.com. 2012年7月2日閲覧。
9. ↑  Polish, Michael. Interview by Robert K. Elder. The Film That Changed My Life. By Robert K. Elder. Chicago: Chicago Review Press, 2011. N. p154. Print.
10. ↑  “Chicago Sun-Times”.   Rogerebert.suntimes.com. 2012年7月2日閲覧。
11. ↑  By A. O. Scott (2007年2月23日). “New York Times”.   Movies.nytimes.com. 2012年7月2日閲覧。
12. ↑  “Big Sur”.   rottentomatoes.com (2013年9月9日). 2013年9月9日閲覧。
13. ↑  Chi, Paul (2013年8月31日). “Kate Bosworth Marries Michael Polish”.   People.com. 2013年9月1日閲覧。